# Hecatera albolimbata
Hecatera albolimbata är en fjärilsart som beskrevs av Barend J. Lempke 1964. Hecatera albolimbata ingår i släktet Hecatera och familjen nattflyn. Inga underarter finns listade i Catalogue of Life.